# Gérard Hophra
Gérard Hophra (* 20. August 1989 in Lüttich) ist ein ehemaliger belgischer Radrennfahrer.
Hophra fuhr 2009 für das belgische Continental Team Lotto-Bodysol. In seinem ersten Jahr dort wurde er bei der Provinzialmeisterschaft von Lüttich Zweiter im Straßenrennen der U23-Klasse. Im nächsten Jahr  wurde er unter anderem Neunter beim Memorial Philippe Van Coningsloo und Zweiter im U23-Zeitfahren der belgischen Meisterschaft hinter dem Sieger Jonathan Breyne. In der Saison 2011 wurde er Meister der Provinz Lüttich im Straßenrennen. Außerdem gewann er den Prolog  bei dem polnischen Etappenrennen Carpathian Couriers Path.

## Erfolge
2011
- Prolog Carpathian Couriers Path

## Teams
- 2008–2009 Lotto-Bodysol